# Nadir Sedrati
 (décembre 2018).
Pour les articles homonymes, voir Sedrati.
Nadir Sedrati, né le 26 mars 1938 à Gavet, est un tueur en série et escroc multirécidiviste français, né de parents algériens. Il a été surnommé « le dépeceur du canal » car deux de ses victimes ont été retrouvées dépecées dans le Canal de la Marne au Rhin, près de Nancy. 
Sedrati est mis en cause dans cinq disparitions, entre 1982 et 1999, mais condamné pour les assassinats de trois personnes.
Il est condamné, en mai 2002, à la réclusion criminelle à perpétuité, assortie d'une période de sûreté de 20 ans, pour les trois assassinats de 1999, mais verra sa période de sûreté alourdie à 22 ans, au terme de son procès en appel, en mai 2003.

## Biographie

### Jeunesse
Nadir Sedrati naît le 26 mars 1938 à Gavet. Il est d'origine algérienne. Il est le cadet d'une fratrie de deux enfants. Son frère aîné, Miloud Sedrati, est né le 9 octobre 1935. L'enfance de Nadir Sedrati a lieu durant la Seconde Guerre mondiale. Son père y meurt le 12 septembre 1941, alors que Nadir n'a que 3 ans et que son frère n'a pas encore 6 ans,.
En septembre 1945, Nadir, 7 ans, et Miloud, 10 ans, sont placés à l'orphelinat, en raison de l'incapacité rencontrée par leur mère, à la suite du décès de leur père. Peu de temps après, Milhoud est renvoyé pour violences. Nadir est lui un enfant sage et renfermé, cherchant à oublier une enfance marquée par la Guerre.
Le 2 octobre 1946, âgé de 8 ans et demi, Nadir Sedrati est baptisé à l'Eglise de Douvaine. Il parvient, indirectement, à oublier son prénom (Nadir) et finit par se faire appeler Dominique Sedrati. Le jeune Nadir grandit alors en étant persuadé qu'il s'appelle Dominique. Nadir Sedrati est également surnommé "Bambino".
En 1952, à l'âge de 14 ans, Sedrati découvre, par des papiers d'identité, qu'il ne s'appelle pas Dominique, mais Nadir Sedrati. Il découvre également que son père — qu'il n'a pas connu — est mort durant la Seconde Guerre mondiale, alors qu'il n'avait que 3 ans au moment du drame. Cette découverte ne cessera jamais de le marquer. 

### Premiers forfaits et internements
Durant son adolescence, dans les années 1950, Sedrati enchaîne les petits larcins, pour lesquels il n'est pas condamné. 
En 1957, à l'âge de 19 ans, Sedrati s'engage dans l'armée. Effectuant son service militaire pendant la Guerre d'Algérie, il est rapidement ébranlé de se battre contre les combattants Algériens, qu'il décrit comme ses « frères », et décide de monter une escroquerie. Sedrati finit par être démasqué puis est renvoyé de l'armée. Ses supérieurs le jugent alors « capable du pire ». À la suite de cela, Sedrati est interné pour dépression nerveuse, à l'hôpital psychiatrique de Nice,,.
Rendu à la liberté, en 1958, Sedrati organise une fausse tombola, dédiée au contingent d'Algérie, en se faisant passer pour militaire. Il y encaisse les souscription à son nom. Après avoir été démasqué, Sedrati est interné à l'hôpital psychiatrique de Sarreguemines.
Libéré en 1959, Sedrati se marie une première fois, au début des années 1960, mais divorce rapidement,.

### Incarcérations pour escroqueries
En 1962, à l'âge de 24 ans, Sedrati se voit retirer ses papiers sous le motif qu'il n'est pas de nationalité française. Il décide donc de voler l'identité de tierces personnes pour vivre et s'alimenter. Il est arrêté et placé en détention provisoire pour escroqueries et fait l'objet d'une expertise psychiatrique par Jacques Leyrie, qui le déclare responsable de ses actes.
Sedrati est condamné en 1963 par le Tribunal correctionnel pour escroqueries. Après sa libération de prison, Sedrati sera, par la suite, condamné une vingtaine de fois à de la prison ferme pour vols, usages de faux et escroqueries. Pour éviter diverses sanctions pénales, Sedrati est régulièrement interné en hôpital psychiatrique. L'une de ses « anomalies mentales » se résume comme étant, selon Sedrati : « une protection d'attaques extraterrestres, en s'aspergeant de miel ». Certains avis s'avèrent cependant mitigés vis-à-vis de sa responsabilité pénale, tandis que d'autres iront jusqu'à dire qu'il est irresponsable pénalement,.
En 1969, Sedrati noue une relation avec une femme d'origine algérienne. Souhaitant épouser sa compagne, il décide de l'accompagner en Algérie afin de rencontrer ses beaux-parents. La future belle-famille de Sedrati refuse cependant ce « présumé Algérien, prénommé Dominique, non circoncis et ne parlant pas un mot d’arabe ». Sedrati ne supporte pas les préjugés de sa future belle-famille, dont les membres prétendent qu'il n’est pas du pays, et décide de mettre un terme à sa relation.
Au début des années 1970, Sedrati est expulsé du territoire français et contraint à vivre en Algérie. Il parvient toutefois à revenir en France, où il sera naturalisé français en 1981.
En 1982, après un nouvel internement psychiatrique, Sedrati fait la connaissance d'André Gachy, un enseignant retraité de 43 ans victime de dépression nerveuse. À la suite de sa libération, Sedrati demande à Gachy s'il peut s'installer chez lui pour éviter de rester seul. Gachy accepte la compagnie de Sedrati et l'invite à son domicile de La Verrière,.

### Disparition d'André Gachy
Le 19 mai 1982, Sedrati et Gachy séjournent à Thonon-les-Bains afin de prendre des vacances. Ils s'arrêtent à la station-service de cette même ville, pour y prendre de l'essence, puis la quittent une fois le réservoir plein. Après que les deux hommes aient quitté la station, Gachy disparaît mystérieusement, sans que personne retrouve la trace de son passage. Sedrati ne signale pas la disparition de Gachy et retourne dans les diverses résidences du disparu, situées à La Verrière et à Saintes, dans lesquelles il utilise ses papiers d'identité et son chéquier. Aucune alerte n'est donnée dans l'immédiat, Gachy étant une personne isolée et sans fréquentations hormis quelques visites de Sedrati.
À l'été 1982, une employée de la préfecture de La Rochelle s'étonne de voir le montant des sommes dépensées au nom d'André Gachy et décide de signaler ces faits à la gendarmerie, notamment parce qu'elle n'a pas revu Gachy depuis plusieurs semaines. Les gendarmes vérifient le relevé des sommes dépensées au nom de Gachy et questionnent les proches du retraité, qui expliquent ne plus l'avoir revu depuis deux à trois mois. Une enquête est alors ouverte pour « disparition inquiétante » et escroquerie. 
En août 1982, les enquêteurs se rendent au domicile de Gachy, afin de vérifier sa présence mais tombent sur Sedrati, qui occupe la résidence du disparu. Sedrati est placé en garde à vue et reconnaît usurper l'identité de Gachy. Il nie toutefois catégoriquement l'avoir tué ou fait disparaître et affirme que le retraité est parti de son plein gré. Sedrati est inculpé pour « enlèvement et séquestration » et escroquerie, puis placé en détention provisoire. À la suite de l'arrestation de Sedrati, des recherches sont effectuées afin de retrouver le corps de Gachy, mais ces dernières n'aboutissent pas. 
En octobre 1982, Sedrati est examiné par l'expert psychiatre Jacques Leyrie, qui évalue pour la troisième fois sa responsabilité pénale. L'expert Leyrie le juge responsable de ses actes, en le disant « malade lorsqu'il est dans les mains de la justice » et « retrouvant la santé lorsqu'il reprend ses activités frauduleuses ». 
L'instruction ne permet pas de déterminer où se trouve le corps de Gachy, mais acquiert le conviction que ce dernier est mort, du fait qu'aucune dépense n'ait été faite depuis que Sedrati est en prison. Le juge d'instruction le renvoie devant la Cour d'assises de Charente-Maritime pour escroquerie et meurtre. 

### Jugement et acquittement dans l'affaire Gachy
Sedrati comparaît d'abord, en septembre 1984, devant le tribunal correctionnel de La Rochelle, pour l'escroquerie d'André Gachy. La défense soulève que Sedrati n'a jamais réussi à obtenir des papiers d'identités français. Le tribunal lui accorde des circonstances atténuantes et le condamne à trois ans et demi de prison. 
Le 25 novembre 1985, le procès de Sedrati débute devant la Cour d'assises de Charente-Maritime, pour le meurtre présumé de Gachy. 
Lors des quatre journées de procès, Sedrati affirme toujours avoir usurpé l'identité de Gachy mais nie encore avoir tué le retraité, affirmant qu'il n'est qu'un « simple escroc ». De fait, l'accusation contre Sedrati bute sur notamment l'absence du corps du disparu. Les arguments de Sedrati jouent en sa faveur, du fait de ses antécédents d'escroquerie.

« Les ennemis algériens, à l'armée, c'était comme mes frères. C'était mon sang. Il était impossible pour moi d'imaginer de les tuer. »

— Nadir Sedrati
Au terme du procès, le 26 novembre 1985, l'avocat général requiert une peine de réclusion criminelle à perpétuité, à l'encontre de Sedrati, convaincu que Gachy a été assassiné avant d'être dépouillé de ses économies. À l'issue des délibérés, Sedrati est acquitté du meurtre de Gachy et libéré le soir même.

### Années postérieures à l'acquittement
À la suite de sa libération, Sedrati quitte la région pour s'installer à Nancy.
En 1986 et 1987, Sedrati tente d'usurper l'identité d'un riche héritier de brasseurs lorrains. Les gendarmes nancéens enquêtent sur le compte de Sedrati et découvrent que des retraits ont été effectués en Haute-Savoie. Il est arrêté, en 1987, et placé en détention provisoire pour tentative d'escroquerie. Sedrati est libéré, le 6 septembre 1988, à l'issue d'une condamnation à dix-huit mois de prison par le tribunal correctionnel de Nancy. Il fait un bref séjour en psychiatrie, à l'automne 1988, avant d'être relâché.
En 1993, Sedrati usurpe l'identité d'un certain Joël Royer, sans que ce dernier ne s'en aperçoive sur le moment. Au bout de quelques semaines, Royer découvre que des montants lui ont été prélevés et décide de déposer plainte à la gendarmerie. L'enquête ne donne rien et est rapidement classée. Sedrati dérobe, par la suite, une autre carte d'identité, au nom de Philippe Grossiord, sans que celui-ci ne s'en aperçoive.
En 1994, Sedrati fait la connaissance de Léon Krauss, un retraité de 62 ans, demeurant au Bois-Matar, mais passant la majorité de son temps dans une maison de repos de l'Est de la France, où les deux hommes se rencontrent.

### Disparition de Léon Krauss
En octobre 1994, Léon Krauss disparaît de son appartement, à Villeneuve-Saint-Georges. Sa disparition passe, dans un premier temps, inaperçue car Krauss est un homme isolé. Sedrati s'installe dans le logement du retraité et se met à utiliser ses papiers et comptes bancaires. La gardienne de l'immeuble de Krauss reçoit une lettre, signée au nom du retraité, expliquant qu'il loue son appartement à Sedrati. Une autre lettre est envoyée à l'un des cousins de Krauss, lui disant qu'il a quitté la région afin de refaire sa vie avec une dénommée Colette,,.  
Sedrati se rend, le 24 décembre 1994, au commissariat de Strasbourg, sous l'identité de Léon Krauss, en affirmant être importuné par les signalements répétés de sa « famille ». Il déclare, en effet, avoir pris ses distances après avoir refait sa vie avec une femme prénommée Colette. À la suite de ses déclarations, Sedrati quitte le commissariat de Strasbourg et retourne chez Krauss, en continuant d'usurper son identité et d'utiliser ses revenus bancaires,.  
En février 1995, alors que Krauss n'a plus donné signe de vie depuis quatre mois, l'attitude de Sedrati commence à alerter la famille du disparu. Selon l'entourage de Krauss, les lettres destinées aux proches ne sont d'aucune crédibilité, l'écriture ne correspondant pas à celle du retraité. Ayant eu une déposition au nom de Léon Krauss, la Police Judiciaire de Strasbourg remarque que la description faite par les proches du retraité ne correspond pas avec celle de l'homme venu deux mois plus tôt. Une enquête pour « disparition inquiétante » est alors ouverte,,.  
La Police Judiciaire de Strasbourg décide d'informer le commissariat de Villeneuve-Saint-Georges, qui déclare que de nombreuses dépenses continuent d'être effectuées au nom de Krauss. Le voisinage du retraité déclare cependant ne plus l'avoir revu depuis plusieurs mois, mais ajoutent que son appartement est habité par un certain Philippe Grossiord depuis cette même période. On retrouve Grossiord, mais les enquêteurs se rendent compte que ce dernier est totalement étranger à ces faits. Grossiord affirme, par ailleurs, que des montants inexpliqués lui sont débités, depuis 1993, par un inconnu.  

### Mise en cause dans l'affaire Krauss et non-lieu
En février 1995, la police de Strasbourg se rend à l'appartement de Krauss, dans le but d'y voir plus clair sur ce mystérieux occupant, qu'ils reconnaissent comme étant celui ayant fait la déposition. Ils le placent en garde à vue et perquisitionnent l'appartement de Krauss, dans lequel ils retrouvent les papiers et comptes du disparu, ainsi que ceux de Grossiord et de Royer. À l'aide d'un cliché récent, le gardé à vue est identifié comme étant Nadir Sedrati, âgé de 57 ans, connu des services de police pour diverses escroqueries. Après avoir reconnu son identité, Sedrati affirme avoir usurpé les identités de Krauss, Grossiord et Royer dans le but de subvenir à des besoins financiers. Au terme de sa garde à vue, Sedrati est mis en examen pour escroqueries à l'encontre de Royer et Grossiord, ainsi que pour « enlèvement et séquestration » accompagné d'escroquerie à l'encontre de Krauss. Il est placé en détention provisoire à la prison de Strasbourg,,.  
Sedrati comparaît, en 1995, pour les usurpations d'identités de Grossiord et Royer, devant le tribunal correctionnel de Strasbourg. Il est reconnu coupable d'escroqueries en état de « récidive légale » et condamné à 5 ans de prison ferme,,,.  
L'instruction pour la disparition de Krauss se poursuit contre Sedrati, qui nie formellement avoir tué le retraité. Des fouilles sont réalisées pour tenter de retrouver le corps du disparu, mais ne donnent rien. Les enquêteurs travaillant sur l'affaire sont convaincu que Krauss a été assassiné par Sedrati, car le suspect a déjà été poursuivi pour ces mêmes faits quelques années plus tôt,,,.   
Sedrati bénéficie d'un non-lieu pour le meurtre présumé de Léon Krauss (dont le corps ne sera jamais retrouvé). Il est cependant renvoyé devant le tribunal correctionnel pour l'usurpation de son identité, avant d'être transféré au Centre de détention de Saint-Mihiel,,,.  
Le 19 février 1998, Sedrati comparaît, devant le tribunal correctionnel de Créteil, pour escroquerie à l'encontre de Krauss et est condamné à 5 ans de prison ferme. Lors de sa détention, au Centre de détention de Saint-Mihiel, Sedrati exerce le métier de coiffeur et il fait connaissance d'autres détenus, avec qui il échange diverses confidences,,,.

### Libération et série d'assassinats
Sedrati est libéré de prison, le 16 mars 1999, après avoir effectué quatre ans de détention. À la suite de sa libération, Sedrati déménage à Jarville-la-Malgrange au foyer Jean Stauffer, où il reprend l'identité de Joël Royer. 
Début avril 1999, Sedrati achète un broyeur à végétaux et se procure du cyanure de potassium avec l'identité de Royer. Sedrati reprend l'identité de Philippe Grossiord et trouve un autre logement à Laxou, où il crée une société fictive, nommé Inter Europe Diffusion. Il reprend également contact avec Gassen, qui a été libéré du centre de détention de Saint-Mihiel en août 1998. Gassen est hébergé à Salzgitter, en Allemagne, chez Hans et Rosemarie Müller. Steil, libéré en octobre 1998, est chauffeur-livreur et loge dans un foyer à Strasbourg. Sedrati dépose, par correspondance, un contrat de travail sous le nom de Philippe Grossiord destiné à Gérard Steil, qui cherche un emploi. Durant les jours qui suivent, son contrat arrivant bientôt à échéance, Steil est contacté par Philippe Grossiard (sans savoir qu'il s'agit de Nadir Sedrati) dans le cadre d'un emploi au sein de sa société Inter Europe Diffusion, qu'il accepte,. 
Steil embarque, le 14 mai 1999, à bord du train de Strasbourg à Nancy pour se rendre à son entretien d'embauche, fixé avec Grossiord (Sedrati), et prévient ses proches qu'il doit être de retour à Strasbourg le matin du lundi 17 mai 1999. Steil arrive à la société Inter Europe Diffusion et reconnaît immédiatement Sedrati, qui propose un café à son ancien codétenu afin d'attendre l'arrivée de l'employeur. Sedrati prépare une tasse de café pour Steil et y verse du cyanure de potassium. Après avoir bu la tasse de café empoisonnée de Sedrati, Steil tombe à terre et meurt de manière quasi-instantanée. À la nuit tombée, Sedrati dépèce le corps de Steil durant plusieurs heures, puis charge les restes dans son véhicule, avant de les jeter dans le canal de la Marne au Rhin. Il nettoie ensuite tout son appartement, afin d'effacer les traces du passage de Gérard Steil. Nadir Sedrati appelle, par la suite, le foyer dans lequel loge Steil et affirme que ce dernier ne reviendra pas, du fait qu'il a commencé son travail au sein de sa société,.
Dans la soirée du 20 mai 1999, Gassen invite Sedrati à venir le rejoindre, en compagnie de Hans et Rosemarie Müller, afin de fêter ses 55 ans dans leur appartement, à Salzgitter. Gassen est très proche de Hans Müller, qui l'héberge dans le cadre d'un plan de réinsertion. Lors de la soirée, Rosemarie offre une chemise jaune à Gassen, en guise de cadeau d'anniversaire. Au cours de la nuit, Sedrati rentre chez lui, dans sa résidence de Laxou,.
Dans la matinée du 21 mai 1999, Gassen quitte la résidence des Müller, afin de se rendre à un rendez-vous fixé par Sedrati, dans le cadre d'une affaire à Nancy (France). Inquiet de l'absence de son ami, Müller contacte Gassen par téléphone mobile. Gassen essaye de rassurer Müller, qui ne se réjouit pas vraiment de la réponse de Gassen. Quelques heures plus tard, Gassen arrive chez Sedrati, à Laxou et rappelle aussitôt Müller pour lui annoncer son arrivée chez Sedrati. Gassen promet à Müller de le rappeler par la suite, mais ne le rappellera jamais. Pendant ce temps, Sedrati prépare une tasse de café à Gassen et y verse du cyanure de potassium. Gassen boit la tasse de café empoisonnée, puis s'écroule et meurt, en l'espace de quelques secondes. Ne parvenant plus à joindre Gassen, Müller, qui s'inquiète davantage pour son ami, appelle Sedrati par son numéro de téléphone mobile, en faisant part de sa grande inquiétude et du fait que Gassen soit injoignable. Sedrati décroche le téléphone et confirme l'arrivée de Gassen. Müller insiste alors pour lui parler, mais Sedrati lui dit qu'il se repose. Connaissant Gassen, Müller conseille à Sedrati de lui donner une tasse de café, lequel lui répond lui avoir déjà donné. À la suite de la réponse de Sedrati, Müller est soulagé et raccroche, sans imaginer que Gassen est déjà mort. Après avoir tué Gassen, Sedrati dépèce également son cadavre, puis jette les restes de la dépouille dans le canal de la Marne au Rhin,,.
Toujours sans nouvelles de Gassen, Müller décide de signaler sa disparition à la police Allemande le lendemain. La déposition n'est pas prise au sérieux, Gassen étant majeur, ancien détenu, et n'ayant disparu que depuis 24 heures. À ce même moment, Sedrati nettoie de nouveau son appartement, à Nancy, afin d'enlever les traces de Gassen. Il reprend alors sa fausse identité de Philippe Grossiord pour appâter un autre de ses anciens codétenus, Norbert Ronfort, en prétendant vendre des camping-cars au sein de sa société fictive. Ronfort souhaite reprendre contact avec sa famille et décide d'acheter l'un des camping-car proposés par Grossiord/Sedrati. Il est également convenu qu'un salarié de l'« entreprise » vienne chercher Ronfort à sa sortie de prison,,.

### Découverte des premiers corps

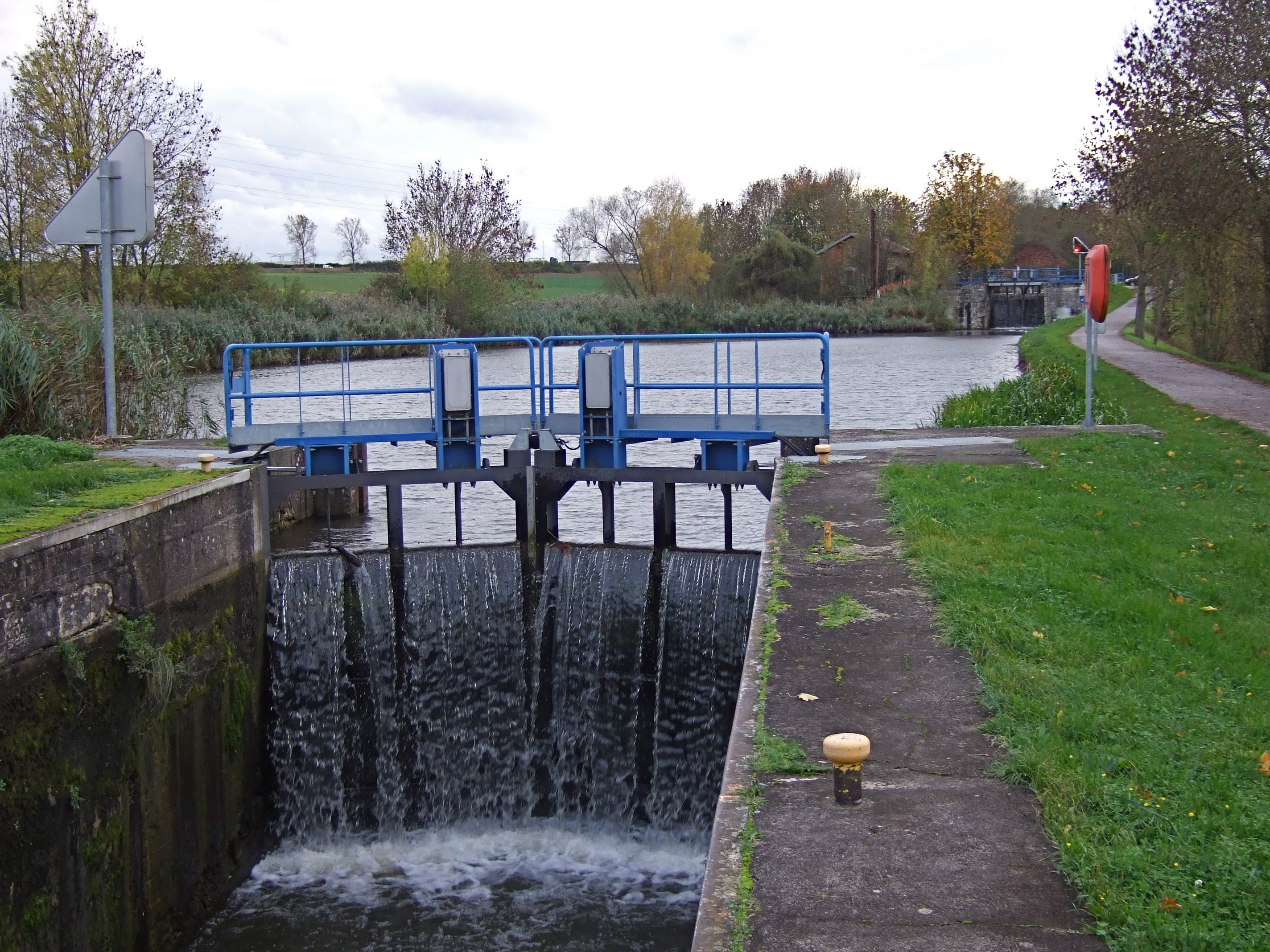
Une écluse du canal de Nancy, à proximité du lieu des crimes.

Le 30 mai 1999, un pêcheur découvre un pied droit humain dans le canal de Nancy. Il prévient aussitôt la Police fluviale qui arrive sur les lieux. Dans un premier temps, la police pense que le pied a été sectionné par une hélice de bateau. Le lendemain, une tête humaine complètement putréfiée et méconnaissable est repêchée à 500 mètres de l'endroit où le pied droit a été découvert,,,,.
Début juin 1999, des os, un sternum, des côtes ainsi que trois rotules (montrant qu'il y a au minimum deux victimes) sont repêchés dans les environs du canal. Le lendemain, une main est découverte à proximité du canal de Nancy. De nombreuses parties de corps humains sont retrouvées dans le Canal de Nancy, jusqu'au 7 juin 1999, lorsque le pied gauche de l'un des cadavres est repêché par la Police fluviale,,,. 
Le 10 juin 1999, le médecin légiste, chargé de rassembler les divers morceaux de corps humain, constate que les membres ont été sectionnés de manière chirurgicale et exclut l'hypothèse d'un accident : il s'agit donc d'un homicide. Les policiers ne parviennent pas à prélever les empreintes digitales sur la main retrouvée, en raison de son état de décomposition, si avancée qu'ils ne peuvent effectuer ce type d'analyse. Les policiers de la Brigade fluviale envoient la main à analyser à Paris où se trouve la seule section de recherche apte à résoudre ce type de problème,,.  
Le 7 juillet 1999, le laboratoire réussit à mettre un nom sur la main retrouvée dans le canal de Nancy : Hans Gassen, 55 ans (né le 20 mai 1944 en Allemagne, libéré du Centre de détention de Saint-Mihiel le 27 août 1998). À la suite de l'identification du corps de Gassen, les policiers apprennent que Gassen vivait chez Müller, ancien braqueur allemand avec qui il avait partagé sa cellule. Les policiers découvrent que Muller a signalé la disparition de Gassen, le 22 mai 1999, vingt-quatre heures après la disparition de son ami. Interrogé, Müller raconte qu'il a signalé la disparition de Gassen 24 heures après ne plus avoir eu de nouvelles de ce dernier, car tous deux s'appelaient plusieurs fois par jour, Gassen devant lui donner des nouvelles. Müller ne les a cependant jamais reçues. Les policiers apprennent, par la même occasion que Gassen recevait beaucoup d'appels téléphoniques de deux endroits : un foyer à Jarville-la-Malgrange et un appartement situé à Laxou,,.
Le 19 juillet 1999, les enquêteurs se rendent devant l'appartement de Laxou, où les derniers appels de Gassen ont été effectués. Ils découvrent qu'un certain Philippe Grossiord l'appelait régulièrement. Au niveau du digicode, sont retrouvés le nom de Grossiord et de la société Inter Europe Diffusion, qui s'avère inexistante. Les policiers découvrent également que le nom de Grossiord n'est qu'un alias utilisé par Sedrati, afin d'éviter d'être appréhendé. Sedrati est également connu des services de police, en raison de ses multiples condamnations pour escroquerie et usurpation d'identité, ainsi que les soupçons qui ont pesé sur lui pour deux affaires de disparition. Ceux-ci découvrent, par ailleurs, que Sedrati a partagé la même cellule que Gassen et Müller. Cette même matinée, Ronfort est libéré du centre de détention de Saint-Mihiel. Sedrati, qui l'attend à sa sortie, l'embarque dans sa voiture. Ronfort est surpris de voir Sedrati, qui l'emmène à son foyer de Laxou, dans le cadre d'un entretien avec le dénommé Grossiord. Au cours de cet entretien, Ronfort disparaît dans des circonstances mystérieuses. Ronfort est probablement empoisonné par un café de Sedrati, mélangé à du cyanure de potassium, puis dépecé par la suite. Sedrati dissimule les restes du corps de Ronfort, qui ne sera jamais retrouvé,.
À ce stade de l'enquête, les policiers ont deux suspects concernant l'assassinat de Gassen : Nadir Sedrati, 61 ans, et Hans Müller, 63 ans,,.

### Arrestation et mise en cause dans les assassinats du canal
Le 21 juillet 1999, Sedrati est interpellé, alors qu'il s'apprête à sortir de sa résidence de Laxou. Son interpellation intervient alors qu'il était probablement sur le point de se débarrasser de son broyeur à végétaux. Il est placé en garde à vue, dans le cas du meurtre de Hans Gassen. Pendant ce temps, Hans Müller est interpellé à sa résidence de Salzgitter.
Nadir Sedrati et Hans Müller sont tous deux emmenés au commissariat, pour une confrontation. Interrogé en Allemagne, Müller déclare que Hans Gassen est parti de chez lui à 4 h du matin car il avait un rendez-vous le 21 mai 1999. Il affirme que Gassen devait le rappeler, mais ce dernier ne l'a jamais fait. Les appels téléphoniques prouvent bien que Hans Müller était chez lui au moment de la disparition de son ami et permettent de l'innocenter puis de le libérer. Nadir Sedrati, cependant, raconte que Müller est l'assassin de Gassen et affirme que Gassen aurait été tué au cours d'une dispute qui aurait mal tourné : il déclare que Muller, Gassen, deux Hollandais et deux Marocains étaient chez lui pour discuter affaire (un supposé trafic) et que lui avait quitté la résidence, afin de ne pas être mêlé à cette affaire qui ne le concernait pas ; au préalable, il aurait entendu Gassen et Muller se disputer violemment et vu Muller tuer Gassen,.
Les policiers français et allemands ne croient pas les déclarations de Nadir Sedrati et décident de perquisitionner son appartement. Arrivés sur les lieux, ils découvrent un broyeur à végétaux, un couteau de cuisine, une scie de boucher et plusieurs taches brunâtres sur le sol, l'évier et sur la broyeuse à végétaux, ainsi que des papiers d'identités divers. Les policiers pensent, en premier lieu, à du sang mais n'ont aucune preuve qu'il s'agisse de cela. De plus, en fouillant davantage dans l'appartement, ils se rendent compte qu'un sac est dissimulé dans un coussin qui contient un bocal rempli d'une poudre blanche. Dans un premier temps, les policiers pensent qu'il s'agit de drogue (cocaïne ou héroïne), mais apprendront, après expertise, que la poudre blanche prélevée chez Sedrati est du cyanure de potassium ; ce qui laisse alors entendre que Sedrati a empoisonné Gassen avec du cyanure (les policiers découvrent également que Nadir Sedrati a acheté les 20 kg de cyanure sous l'identité de Joël Royer, qu'il continuait d'usurper). Les policiers commencent à entrevoir le scénario qui a dû se dérouler chez Sedrati : Gassen avait rendez-vous avec Philippe Grossiord mais c'est Nadir Sedrati qui l'a reçu. Sedrati a dû dire à Gassen qu'il devait attendre Grossiord ; ce dernier tardant à venir, Sedrati aurait proposé à Gassen une tasse de café mélangée avec du cyanure. Gassen suffoque, s'évanouit et quelqu'un (sans doute Nadir Sedrati) aurait dépecé le corps de Gassen dont les divers morceaux ont été jetés dans le canal,,,.
Le 23 juillet 1999, après 48 heures de garde à vue, Sedrati est déféré devant le juge d'instruction, qui le met en examen pour assassinats, escroquerie et atteinte à l'intégrité de cadavres à l'encontre de Hans Gassen et de l'« homme à la troisième rotule ». Il est placé en détention provisoire à la Maison d'arrêt Charles-III. Müller est également mis en examen et placé en détention provisoire pour complicité d'assassinat sur la personne de Hans Gassen, mais sera relâché quelques mois plus tard,,,. 
Les enquêteurs découvrent que Sedrati n'avait aucun mobile apparent pour tuer Gassen, si ce n'est l'argent, du fait que Sedrati ait dérobé la carte bancaire de la victime pour effectuer quelques retraits (300 francs). L'enquête ne s'arrête cependant pas à cette mise en examen, car les policiers ont découvert chez Sedrati des papiers d'identité aux noms de Steil, Ronfort, Royer et Vosger,.
Dans la nuit du 24 au 25 juillet 1999, Sedrati tente de se pendre dans sa cellule de prison. Il est sauvé in extremis, mais commence à développer une attitude inquiétante : il avale ses excréments, boit son urine et tire même la langue lors d'une brève reconstitution. L'expert psychiatre, en charge de l'examiner, ne voit aucune pathologie mentale, affirmant que Sedrati se fait passer pour fou pour éviter une condamnation pénale.
Les policiers sont désormais chargés de résoudre le mystère de la troisième rotule (retrouvée en même temps que les morceaux de Gassen). En analysant les papiers retrouvés chez Sedrati, ces derniers découvrent que Gérard Steil et Norbert Ronfort, deux de ses ex-codétenus, ont disparu au cours de l'année 1999, peu après leur sortie de prison. Les enquêteurs sont dès lors convaincus que la troisième rotule du canal appartient à Steil ou Ronfort. Ils décident, pour cela, de faire appel à la famille des deux disparus pour prélever un échantillon ADN. La tâche demeure compliquée pour les familles de Steil et Ronfort, qui ont coupé les ponts, mais s'avère fructueuse : l'ADN de la rotule appartient à Gérard Steil. L'enquête réalisée permet d'établir que Steil a été libéré en octobre 1998, avant d'être embauché durant six mois en tant que chauffeur-livreur à Strasbourg, où il résidait avant sa disparition. 
Le 3 novembre 1999, la Police fluviale de Nancy drague le Canal de la Marne au Rhin, dans le but de retrouver des membres compatibles avec la troisième rotule retrouvée quelques mois plus tôt. Des restes sont repêchés et appartiennent au même homme que la troisième rotule. L'ADN confirme que ces restes humains appartiennent à Gérard Steil. Les policiers ainsi que la Brigade fluviale de Nancy décident de draguer tout le canal pour essayer de retrouver les éventuels restes de Steil. Son dernier signe de vie remonte au 14 mai 1999, alors qu'il devait avoir un entretien d'embauche avec Philppe Grossiord le jour même, et qu'il devait être de retour à Strasbourg lundi 17 mai 1999, mais n'est jamais réapparu. Les enquêteurs identifient rapidement Philippe Grossiord comme étant Sedrati. Selon eux, le seul intérêt pour Sedrati à avoir tué Gérard Steil était la maigre pension de retraite que touchait celui-ci.
En janvier 2000, une autre enquête est ouverte, afin de retrouver Ronfort. Les enquêteurs découvrent que ce dernier est porté disparu depuis le jour de sa sortie de prison, le 19 juillet 1999, et qu'il avait pour projet de reprendre contact avec sa famille en achetant un camping-car à la société Inter Europe Diffusion. Les policiers apprennent également que Ronfort avait parlé de ses projets à Sedrati, après avoir reçu un appel téléphonique de la société Inter Europe Diffusion, qui se vantait de vendre des campings-cars. Les enquêteurs découvrent également que le dernier signe de vie de Ronfort remonte à moins de 48 heures avant l'arrestation Sedrati. Depuis cette conversation, Ronfort a disparu et son corps n'a pas été retrouvé. En effet, lorsqu'il a appris la découverte des restes du Canal, Sedrati a certainement décidé pas le jeter à cet endroit. Dans l'ancien foyer de Sedrati, sont découvertes des tâches de sang appartenant à Ronfort ainsi que la casquette de celui-ci, offerte par un codétenu à sa sortie de prison. 
En mars 2000, des battues sont organisées, afin de retrouver le corps de Ronfort, mais ne donnent rien. Les gendarmes acquièrent la conviction que Sedrati n'a pas eu le temps de se débarrasser de sa broyeuse à végétaux, son arrestation étant survenue moins de 48 heures après la disparition de Ronfort et, probablement, moins de 24 heures après le dépeçage de son corps. Toujours selon eux, Sedrati aurait caché le corps de Ronfort à un autre endroit, le canal ayant rendu les corps de Gassen et Steil.
Sedrati est extrait, le 20 mars 2000, de sa cellule de prison puis placé en garde à vue, dans le cadre de la disparition de Ronfort. De la même manière que pour les assassinats de Gassen et Steil, Sedrati nie avoir tué son ancien codétenu. Les gendarmes le mettent face à la casquette de Ronfort, offerte par l'un de ses amis à sa sortie de prison, ainsi qu'une tache de sang appartenant à ronfort, retrouvées dans son appartement de Laxou. Sedrati n'est cependant pas déstabilisé par les éléments matériels des gendarmes et continue de nier les faits.
Le 22 mars 2000, Sedrati est mis en examen pour l'assassinat de Ronfort puis regagne la Maison d'arrêt Charles III. Le parquet de Nancy le poursuit donc pour trois assassinats.
En mars 2001, le parquet de Strasbourg ré-examine l'enquête sur la disparition de Léon Krauss, en 1994, et annule le non-lieu de Sedrati. Il est, en revanche, impossible de ré-ouvrir la disparition d'André Gachy contre Sedrati, celui-ci ayant été acquitté de manière définitive et la prescription ayant été dépassée.
Le parquet clôt l'instruction, le 17 août 2001, et renvoie Sedrati devant la cour d'assises de Nancy pour les assassinats de Hans Gassen, de Gérard Steil et de Norbert Ronfort. Müller, quant à lui, bénéficie d'un non-lieu.
Dans le cadre de l'affaire Krauss, les preuves s'avèrent cependant insuffisantes pour poursuivre Sedrati devant une Cour d'assises et débouche sur un non-lieu définitif, le 29 octobre 2001.

### Jugement en première instance

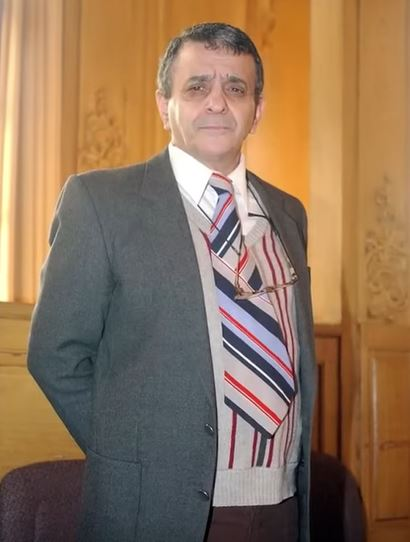
Nadir Sedrati, lors de l'ouverture de son procès, devant la Cour d'assises de Meurthe-et-Moselle, le 25 avril 2002.

Le 25 avril 2002, le procès de Sedrati s'ouvre, devant la Cour d'assises de Meurthe-et-Moselle. Il est alors âgé de 64 ans. 
Confiant en sa personne, Sedrati clame toujours son « innocence ». Il fait preuve d'une attitude arrogante et désinvolte, qui insupporte à la Cour et aux jurés. Lors d'une prise de parole, Sedrati s'adresse à la présidente en lui disant : « Silence Madame la Présidente, c'est moi qui mène les débats ». 
À la barre, sont appelés trois anciens codétenus de Sedrati ayant été libérés après son arrestation. Parmi eux, Dédé raconte avoir été contacté par la société Inter Europe Diffusion, au printemps 1999, alors qu'il était toujours incarcéré à Saint-Mihiel. Il ajoute qu'un salarié de la société devait venir le chercher à sa libération, le 4 août 1999, mais que celui-ci ne s'est jamais présenté. En effet, arrêté deux semaines plus tôt, Sedrati ne pouvait aller chercher son ancien codétenu. Outre le témoignage de Dédé, Jean-Claude Martini affirme que Sedrati lui avait parlé de l'embaucher à la création son entreprise de transports, alors qu'il était encore détenu,,.
Au cours de ce procès, la broyeuse à végétaux retrouvée chez Sedrati est présentée à la cour pour être examinée, mais ne contient rien pouvant accabler l'accusé. En effet, aucun morceau de corps humain n'est retrouvé dans la broyeuse. Personne ne sait donc si la broyeuse a pu servir ou non à dépecer Gassen, Steil, ou Ronfort, ou encore d'autres victimes. En revanche, le sang retrouvé sur le lino et sur l'évier permet d'affirmer que Sedrati a tué sa victime ou ses victimes dans la cuisine.
Le 3 mai 2002, Sedrati est condamné à la réclusion criminelle à perpétuité assortie d'une période de sûreté de 20 ans. Se disant toujours « innocent » des trois assassinats qui lui sont reprochés, Sedrati interjette appel de la décision.

### Jugement en appel
Le 19 mai 2003, le procès en appel de Sedrati s'ouvre, devant la Cour d'assises de Metz. Il est alors âgé 65 ans.
Durant ce second procès, Sedrati parait fatigué et triste. C'est dans ce contexte qu'un témoignage inattendu survient : une femme détenue connaissant Ronfort affirme l'avoir vu en 2000 (soit un an après l'arrestation de Sedrati). Un huissier est assermenté pour aller interroger cette femme sur ce qu'elle sait. La jeune femme confirme sa déclaration, semblant cohérente et de bonne foi. L'esprit de Ronfort plane alors sur le procès de Sedrati.
Les experts psychiatres déclarent cependant que Sedrati pourrait récidiver à tout moment. Outre son risque de récidive, les jurés relatent sa mise en cause dans les disparitions de Léon Krauss et d'André Gachy, disparu 21 ans jour pour jour avant l'ouverture du procès.
Les corps de ces deux personnes n'ont pas été retrouvés à ce jour. Les experts considèrent qu'il s'agit d'« une personnalité perverse, proche du cannibalisme », d'un pervers qui « se nourrit de la manipulation d'autrui », au point de simuler la folie lors de sa détention où il est un détenu à l'odeur nauséabonde qui mange ses excréments et boit son urine.
Lors du délibéré, les jurés ne prennent pas en compte le témoignage de la femme emprisonnée, du fait du sang de Ronfort retrouvé chez Sedrati lors de son arrestation.  
Les jurés condamnent Sedrati, le 26 mai 2003, à la réclusion criminelle à perpétuité assortie d'une période de sûreté de 22 ans. 
À la suite de sa condamnation, Nadir Sedrati se pourvoit en cassation, mais son pourvoi est rejeté le 7 octobre 2004.

### Vie en prison
Libérable depuis 2021, Sedrati est toujours incarcéré à cette date et purge sa peine au Centre pénitentiaire de Moulins-Yzeure,,.

## D'autres victimes?
On ignore combien de victimes Sedrati a tuées durant sa « carrière » criminelle. Les enquêteurs nancéiens demeurent convaincus que Gérard Steil n'est pas sa première victime, du fait de la découpe précise de son corps. Ils sont également convaincus que Sedrati n'a pas commencé à tuer à l'âge de 61 ans, lors des faits de 1999. On lui atteste cinq assassinats, entre 1982 et 1999, mais de fortes convictions laissent à penser qu'il ait pu tuer bien avant 1982,,,.

## Le progrès de l'ADN
Les années 1990 marquent un grand pas pour la génétique, et l'ADN est désormais la "reine des preuves". Durant l'enquête, entre mai et juillet 1999, l'ADN et les logiciels d'analyse récents ont permis d'identifier le premier cadavre du Canal de Nancy comme étant celui de Hans Gassen, avec l'aide du Centre médico-légal de Paris, qui a également permis de reconstruire l'empreinte digitale de Gassen. L'ADN a été d'une grande utilité pour montrer que d'autres membres repêchés dans le canal appartenaient à Gérard Steil. Il a aussi pu être démontré qu'une tache de sang, retrouvée au domicile de Sedrati, appartenait à Norbert Ronfort. C'est à l'aide de ces expertises que Nadir Sedrati a été condamné pour ces trois assassinats,,.
En revanche, dans le cas des disparitions d'André Gachy, en mai 1982, et de Léon Krauss, en octobre 1994, la culpabilité de Sedrati n'a pas pu être établie. Du fait que l'ADN n'est pas encore utilisée en matière criminelle en 1982, le procès de Sedrati, en novembre 1985, s'est soldé par son acquittement, faute de preuves matérielles ou génétiques. Durant les années 1980, la seule analyse possible était celle du Groupe sanguin, à condition que des traces retrouvées soient exploitables. Ce n'est qu'à la fin des années 1980 que l'ADN commence à se populariser, mais ne sera couramment utilisée que dans les années 1990. Dans le cas de Léon Krauss, les progrès de l'ADN n'ont été d'aucune utilité, son corps n'ayant jamais été retrouvé,.
Ce n'est donc qu'en 1999, que Nadir Sedrati a pu être incriminé sur la base de preuves matérielles et génétiques. La génétique médico-légale, en tout état de cause, n'aurait pas non plus permis d'arrêter Nadir Sedrati avant qu'il ne tue Norbert Ronfort, moins de 48 heures avant son arrestation. 
En découvrant le passé criminel de Sedrati, Me François Robinet (un avocat des parties civiles du procès) reste persuadé que Nadir Sedrati a également tué André Gachy et Léon Krauss. Il est également convaincu que Sedrati a pu tuer d'autres personnes entre 1985 et 1995, et avant la première disparition, en 1982,.

## Documentaires télévisés
- « Nadir Sedrati, le dépeceur du canal » en mai 2005, mars 2007 et juillet 2009 dans Faites entrer l'accusé présenté par Christophe Hondelatte sur France 2.
- « L'Affaire Sedrati, le dépeceur du canal » le 1er décembre 2010 dans Enquêtes criminelles : le magazine des faits divers sur W9 rediffusé dans Dossiers criminels sur Numéro 23.
- « Nadir Sédrati : Le serial killer du canal de Nancy » dans Crimes à l'Est sur France 3.

## Émissions radio
- « Nadir Sedrati, le dépeceur du canal » en février 2020 dans Hondelatte raconte par Christophe Hondelatte de 14h à 15h sur Europe 1.

## Articles de presse
- « Les restes humains dénoncent leur boucher. Nouvelle mise en examen dans l'affaire des meurtres du canal Rhin-Marne » Article de Nicole Gauthier publié le 24 mars 2000 dans Libération.
- « Les experts jugent Nadir Sedrati "extrêmement dangereux" » Article de Nelly Terrier publié le 3 mai 2002 dans Le Parisien.
- « Perpétuité pour Sedrati » Article de Nelly Terrier publié le 4 mai 2002 dans Le Parisien.
- « L'enfance chablaisienne du "dépeceur du canal de Nancy" » Article de Julien Berrier publié le 11 mars 2010 dans Le Messager.
- « Nadir Sédrati : de multiples visages » Article publié le 6 septembre 2013 dans L'Est républicain.
- « Le dépeceur du canal » Article de Jérôme Estrada publié le 11 septembre 2013 dans L'Est républicain.
- « Nadir Sedrati, tueur machiavélique » Article publié le 12 septembre 2013 dans L'Est républicain.